# مارمولک‌های چمنی
مارمولک‌های چمنی (نام علمی: Chamaesaura) نام یک سرده از تیره مارمولک‌های کمربنددار است.

## گونه‌ها
- Chamaesaura aenea
- Chamaesaura anguina
- Chamaesaura macrolepis